# Gubkinsky (huyện)
Huyện Gubkinsky (tiếng Nga: ? райо́н) là một huyện hành chính tự quản (raion), của Tỉnh Belgorod, Nga. Huyện có diện tích 1508 km², dân số thời điểm ngày 1 tháng 1 năm 2000 là 33500 người. Trung tâm của huyện đóng ở Gubkin.